# Filharmonia im. Karola Szymanowskiego w Krakowie
Filharmonia im. Karola Szymanowskiego w Krakowie (tiếng Việt: Dàn nhạc Philharmonic Kraków) là một dàn nhạc giao hưởng chuyên nghiệp có trụ sở tại Kraków, Ba Lan. Vị thế quốc gia của dàn nhạc được thể hiện trong chương trình các sự kiện, chẳng hạn như các buổi hòa nhạc giao hưởng hàng tuần trong Lâu đài Hoàng gia Wawel, hoặc tại tòa nhà Collegium Novum nổi tiếng thuộc Đại học Jagiellonia, và tại nhiều nhà thờ nổi tiếng ở Krakow.
Dàn nhạc giao hưởng này thuộc hệ thống Kraków Philharmonic, ra đời vào năm 1945. Đây là dàn nhạc giao hưởng chuyên nghiệp đầu tiên ở Ba Lan thời hậu chiến, được hình thành tại phòng hòa nhạc địa phương trong cuộc tấn công của Liên Xô. Biểu diễn đầu tiên được tổ chức vào ngày 3 tháng 2 năm 1945 (ba tháng trước khi Thế chiến II kết thúc ở Châu Âu), là giáo sư Zygmunt Latoszewski, người sống sót sau Khởi nghĩa Warszawa.

## Bối cảnh lịch sử

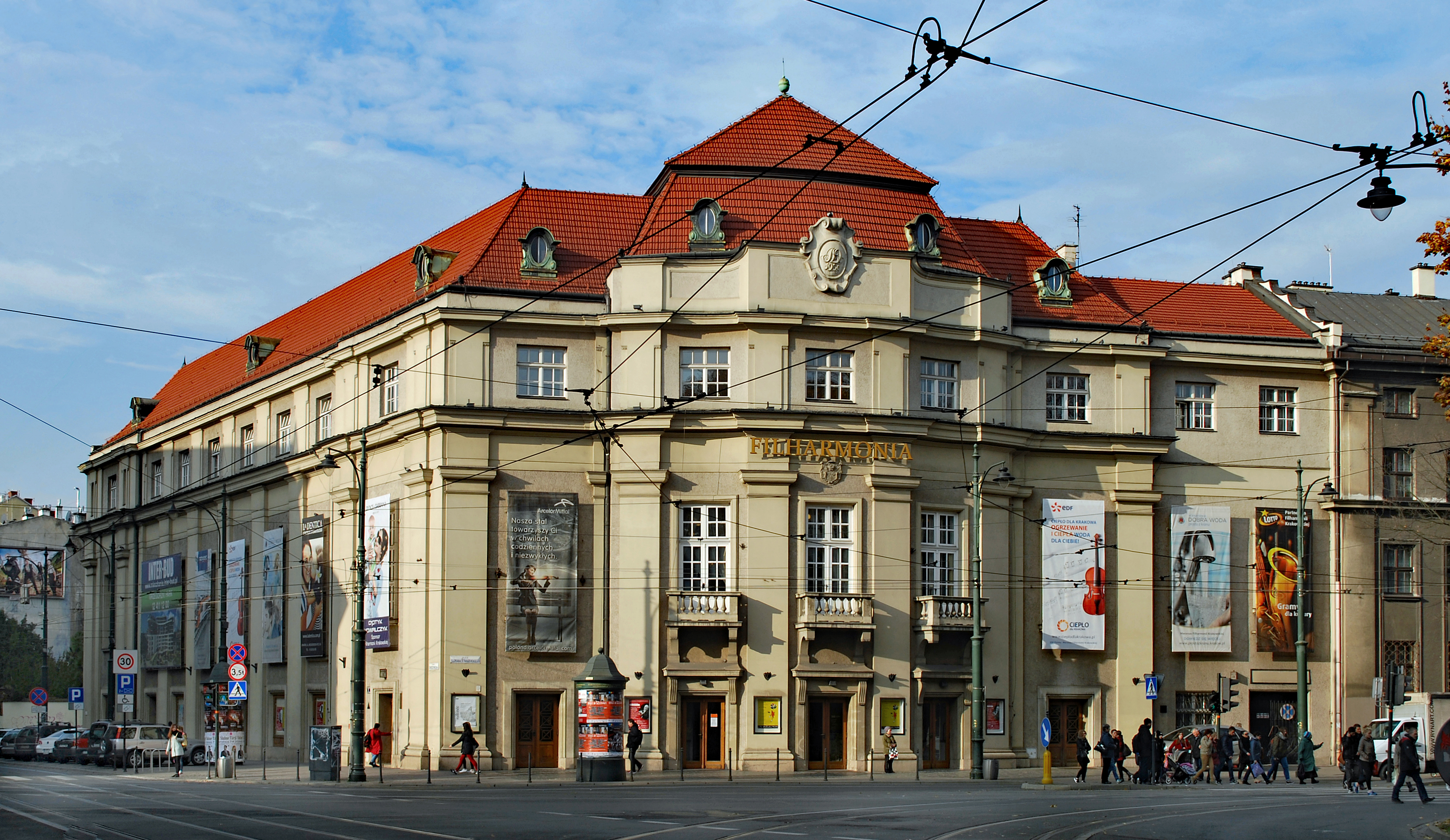
Hội trường Philharmonic Kraków, quê hương của Dàn nhạc Philharmonic Kraków

Khi sự sụp đổ của Áo-Hung (1909) sắp xảy ra, theo sáng kiến nhà soạn nhạc yêu nước và giám đốc âm nhạc Feliks Nowowiejski (sinh 1877), nhiều nhân tài tụ họp tại Kraków để thành lập Dàn nhạc.

## Hồ sơ nghệ thuật
Tính đến  năm 2013, Dàn nhạc thành lập gần được 60 năm với những thế hệ nghệ sĩ mới. Năm 1962, Dàn nhạc được đặt tên theo Karol Szymanowski (1882–1937), nhạc sĩ có nhiều tác phẩm được dàn nhạc biểu diễn, cùng với Krzysztof Penderecki. Penderecki giữ chức giám đốc nghệ thuật dàn nhạc trong thời gian 1988–1990. Qua nhiều năm, dàn nhạc hợp tác với các nhạc sĩ nổi tiếng như Dmitri Shostakovich, Ignacy Jan Paderewski, Gaetano Donizetti, Mieczysław Karłowicz, Karol Szymanowski, Max Bruch, Grażyna Bacewicz, Henryk Mikołaj Górecki, Stanisław Moniuszko,...
Dàn nhạc Philharmonic Kraków đã biểu diễn ở hơn 30 quốc gia, gồm hầu hết các nước Châu Âu cũng như ở Iran, Nhật Bản, Canada, Hàn Quốc, Lebanon, Thổ Nhĩ Kỳ và Hoa Kỳ. Buổi hòa nhạc được dẫn dắt bởi các nhạc sĩ Ba Lan nổi tiếng như Zygmunt Latoszewski, Bohdan Wodiczko, Witold Rowicki, Kazimierz Kord, Jerzy Maksymiuk, Krzysztof Penderecki, San Antonio Wit, và nhạc sĩ từ nước ngoài: Hermann Abendroth, Nikolai Anosov, Roger Désormière, Dean Dixon, Antal Dorati, Christopher Hogwood, Konstantin Ivanov, Paweł Klecki, Kirill Kondrashin, Rafael Kubelik, Gilbert Levine, Jean Martinon, Sir John Pritchard, Helmuth Rilling, Jerzy Semkow, Giuseppe Sinopoli, và Carlo Zecchi.
Một số nghệ sĩ độc tấu nổi tiếng thế giới cũng đã biểu diễn cùng dàn nhạc. Nổi bật nhất bao gồm Victoria de los angeles, Cathy Berberian, Stanislav Bunin, Zara Dolukhanova, Dorothy Dorow, Sidney Harth, Gary Karr, Nigel Kennedy, Leonid Kogan, Gidon Kremer, Witold Małcużyński, Yehudi Menuhin, Midori Gotō, Shlomo Mintz, Tatiana Nikolayeva, Garrick Ohlsson, cặp đôi David và Igor Oistrakh, Vlado Perlemuter, Maurizio Pollini, Ruggiero Ricci, Mstislav Rostropovich, Artur Rubinstein, Isaac Stern, Henryk Szeryng, Narciso Yepes, Mã Hữu Hữu, và Teresa